# 紀元前208年
紀元前208年（きげんぜん208ねん）

## 他の紀年法
- 干支 : 癸巳
- 日本
  - 皇紀453年
  - 孝元天皇7年
- 中国 : 秦 - 二世皇帝2年
- 朝鮮 :
- ベトナム :
- 仏滅紀元 : 337年
- ユダヤ暦 :

## できごと

### ローマ帝国
- 大スキピオに率いられたローマ軍はヒスパニア・バエティカのハエンで、ハスドルバル・バルカ率いるカルタゴ軍を破った。この結果、ハスドルバル・バルカは残った軍勢を連れてピレネー山脈を越え、ガリア・ナルボネンシスに向かってイタリアにいる弟のハンニバルの軍と合流せざるを得なかった。
- ローマの将軍マルクス・クラウディウス・マルケッルスはプッリャ州ヴェヌシアの近くで、ハンニバル軍との戦闘中に殺害された。
- ハンニバルはロクリを包囲するローマ軍を壊滅させた。

### セレウコス朝
- アンティオコス3世はエウテュデモス1世の治めるバクトリアへの進出を成功させた。首都のバルフが陥落すると、エウテュデモス1世の息子のデメトリオスをアンティオコス3世の娘の1人と結婚させるという講和を結んだ。

### 中国
- 秦の将軍である章邯は陳勝と呉広に率いられた陳勝・呉広の乱を鎮圧した。

## 死去
- マルクス・クラウディウス・マルケッルス、第二次ポエニ戦争でシラクサに捕らえられたローマの将軍（* 紀元前268年）
- 李斯、中国秦代の宰相（* 紀元前280年）